# Centre de distribution urbaine de Charleroi
 (juin 2020).
Le Centre de distribution urbaine de Charleroi est une plateforme logistique situé près de la ligne de métro, de la ligne 140 du chemin de fer et du ring belge R9 à Charleroi (Belgique).
Le complexe a été conçu en 2016 par le bureau d'architecture Reservoir A pour la Ville de Charleroi.

## Histoire
Il est installé sur le site d'une ancienne gare et le projet est subventionné par le fond FEDER et la Région Wallonne pour la période 2007-2013,.
Le centre est exploité par la société CityDepot et devient opérationnel le 1er mars 2016. En octobre de la même année, ce bâtiment a été sélectionné comme finaliste du prix Regiostars en tant que projet innovant en matière de développement urbain durable.

## Urbanisme et architecture
Cette plateforme logistique est située à l'ouest du centre-ville, pour faciliter le déchargement, le tri, le stockage et le transport des marchandises vers les commerces.
Les ambitions du projet sont de créer de nouveaux emplois et de réduire émissions de CO2 de 38,2 % d'ici 2020. L'utilisation de véhicules à faibles émissions de carbone pour les livraisons permet de réduire le transit de poids lourds dans le centre-ville. Une solution qui vise à améliorer la qualité du réseau routier et de l'espace public dans les zones plus denses,.
Le bâtiment est affirmé par deux grandes poutres en porte-à-faux de 120 m de long et sa structure flexible. Un concept architectural qui veut répondre au fil du temps à des besoins et des exigences différents. De plus, le choix de l'acier permet de supporter différents poids pour les câbles de programmation ou d'autres extensions.